# 蘇打斯普林斯 (加利福尼亞州門多西諾縣近伯貝克)
蘇打斯普林斯（英語：Soda Springs）是位於美國加利福尼亞州門多西諾縣的一個非建制地區。該地的面積和人口皆未知。

## 地理
蘇打斯普林斯的座標為39°25′22″N 123°26′03″W / 39.42278°N 123.43417°W，而該地的平均海拔高度為226米（即741英尺）。